# Woodfordia fruticosa
Woodfordia fruticosa är en fackelblomsväxtart som först beskrevs av Carl von Linné, och fick sitt nu gällande namn av Wilhelm Sulpiz Kurz. Woodfordia fruticosa ingår i släktet Woodfordia och familjen fackelblomsväxter. Inga underarter finns listade i Catalogue of Life.

## Bildgalleri

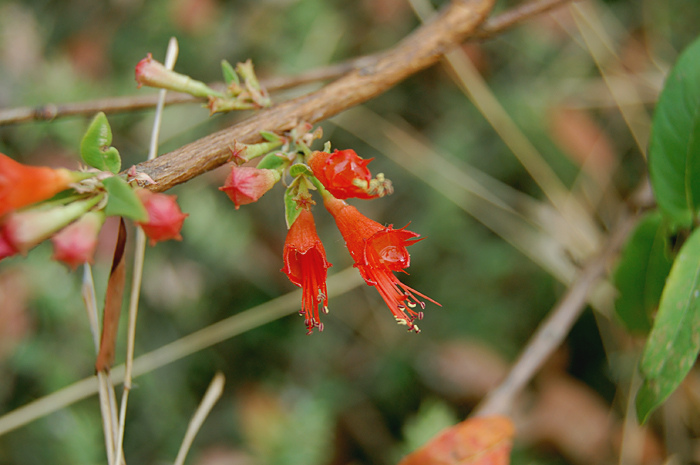
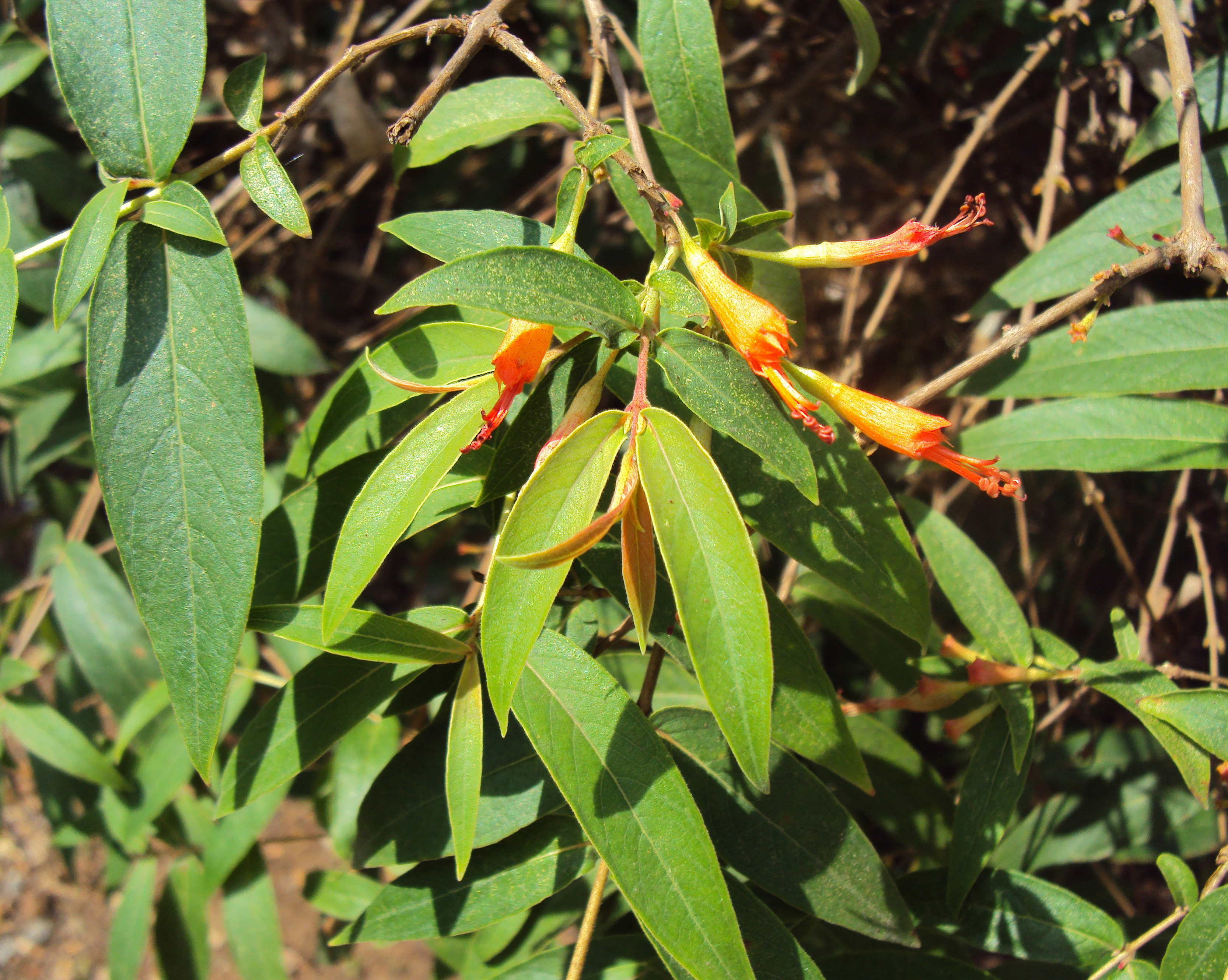